# Jacqueline de Quattro

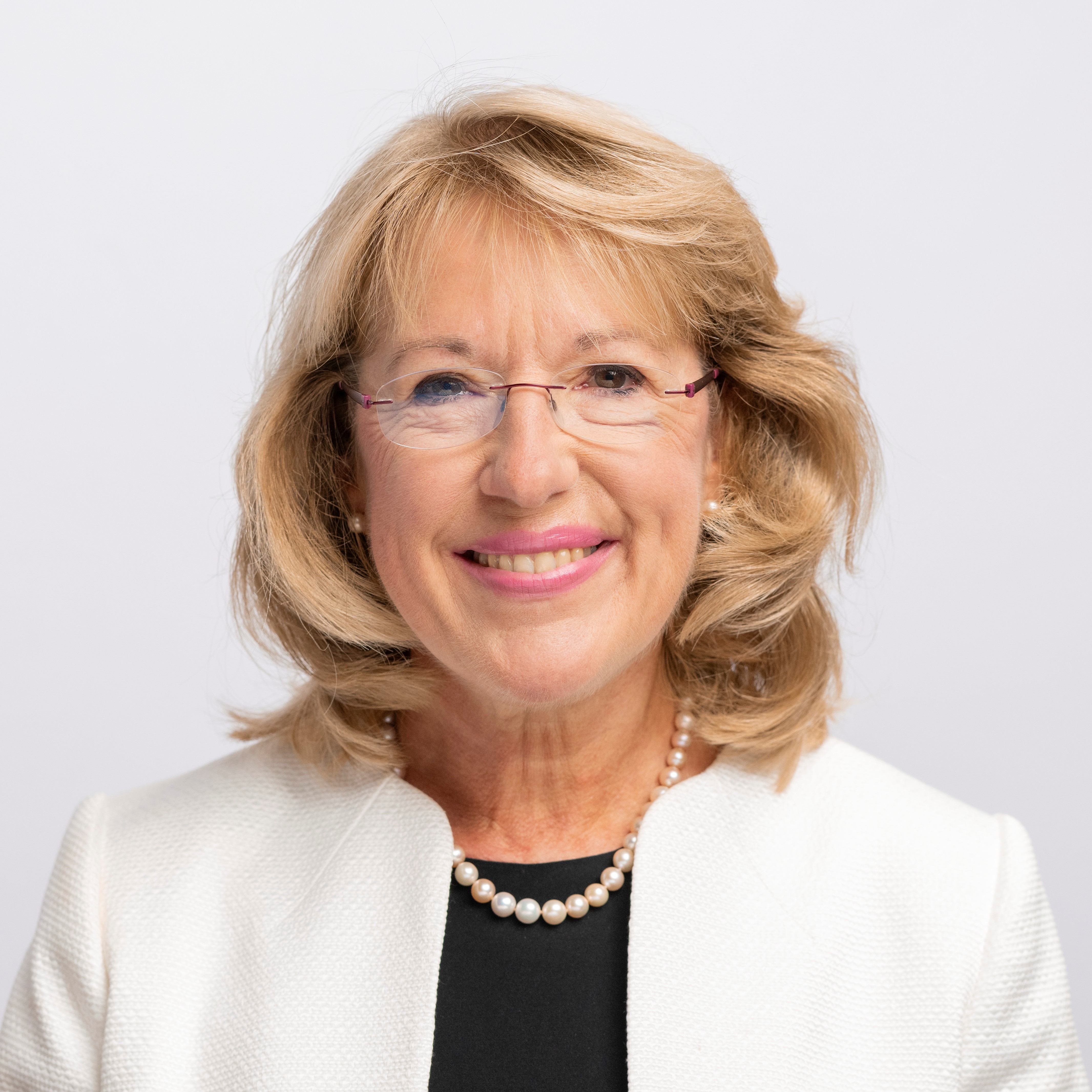
Jacqueline de Quattro (2023)

Jacqueline de Quattro (* 24. Juni 1960 in Zürich; heimatberechtigt in Lausanne) ist eine Schweizer Politikerin (FDP). Seit 2019 ist sie Nationalrätin, von 2007 bis 2019 war sie Waadtländer Staatsrätin, von 2008 bis 2010 Präsidentin der FDP-Frauen Schweiz.

## Persönliches
Bis zu ihrem elften Lebensjahr wohnte de Quattro in Zürich und zog dann nach Pully bei Lausanne. Sie spricht fliessend Deutsch, Französisch, Italienisch und Englisch. Die schweizerisch-italienische Doppelbürgerin ist geschieden und hat zwei Töchter.

## Ausbildung und Beruf
Im Jahr 1979 schloss sie erfolgreich die Matura ab und erlangte nach einem vierjährigen Studium an der Universität Lausanne das Lizenziat der Rechtswissenschaften. Danach assistierte sie bei François Dessemontet sowie Karl Heinz Neumayer. Von 1986 bis 1998 war sie Justizbeamtin am Jugendgericht, am Kantonsgericht, später verantwortliche Juristin der Bibliothek des Bundesgerichts und später Justizbeamtin am Bundesgericht.
Als Rechtsanwältin gründete sie im Jahr 2000 mit drei anderen Personen eine Anwaltskanzlei in Lausanne, welche heute rund zwölf Personen umfasst.

## Politik
Zwischen 2001 und 2002 war sie im Grossen Rat des Kantons Waadt. Von 2001 bis 2007 präsidierte sie die Rechtskommission der FDP Waadt. Im Herbst 2005 wurde sie vom damaligen FDP-Parteipräsidenten Fulvio Pelli als Verantwortliche einer Arbeitsgruppe ausgewählt, die eine neue Parteistrategie entwickeln sollte.
2006 wurde sie in den Gemeinderat (Exekutive) ihrer damaligen Wohngemeinde La Tour-de-Peilz gewählt und war dort für den Bereich «Sicherheit und Kultur» verantwortlich.
2007 wurde sie in den Staatsrat des Kantons Waadt gewählt, am 1. April 2007 übernahm sie das Departement für Sicherheit und Umwelt (Département sécurité et de l’environnement). Das Amt hatte sie bis Ende 2013 inne, Anfang 2014 übernahm sie das Departement für Raumplanung und Umwelt (Département du territoire et de l’environnement). Bei den Parlamentswahlen 2019 wurde sie in den Nationalrat gewählt. Infolgedessen legte sie ihr Amt im Waadtländer Staatsrat per 30. November 2019 nieder. Im Nationalrat ist sie Mitglied in der Sicherheitspolitischen Kommission und der Immunitätskommission (Stand: 2023).
Als Nachfolgerin von Marianne Dürst wurde sie am 1. März 2008 in Chur zur Präsidentin der FDP-Frauen Schweiz gewählt. Sie gab das Amt Mitte 2010 ab.

## Judo und Ju-Jitsu
De Quattro erzielte bei den Schweizer Meisterschaften 2004 den dritten Platz im Judo und den ersten Platz im Ju-Jitsu. Sie hat den Grad des 1. Dan JJ resp. seit 2005 den 3. Dan JU.